# Bezirk Bialystok

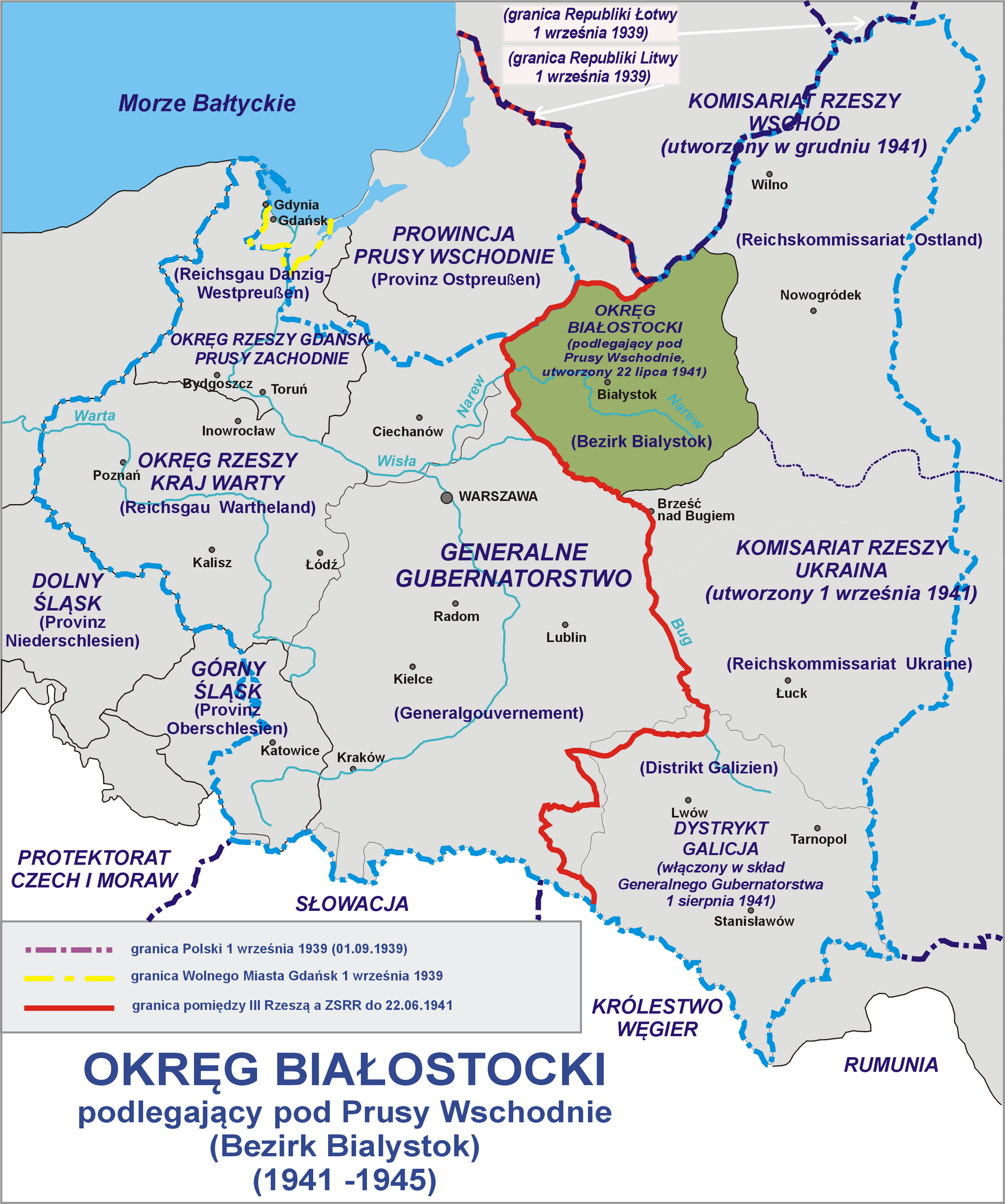
Bezirk Bialystok

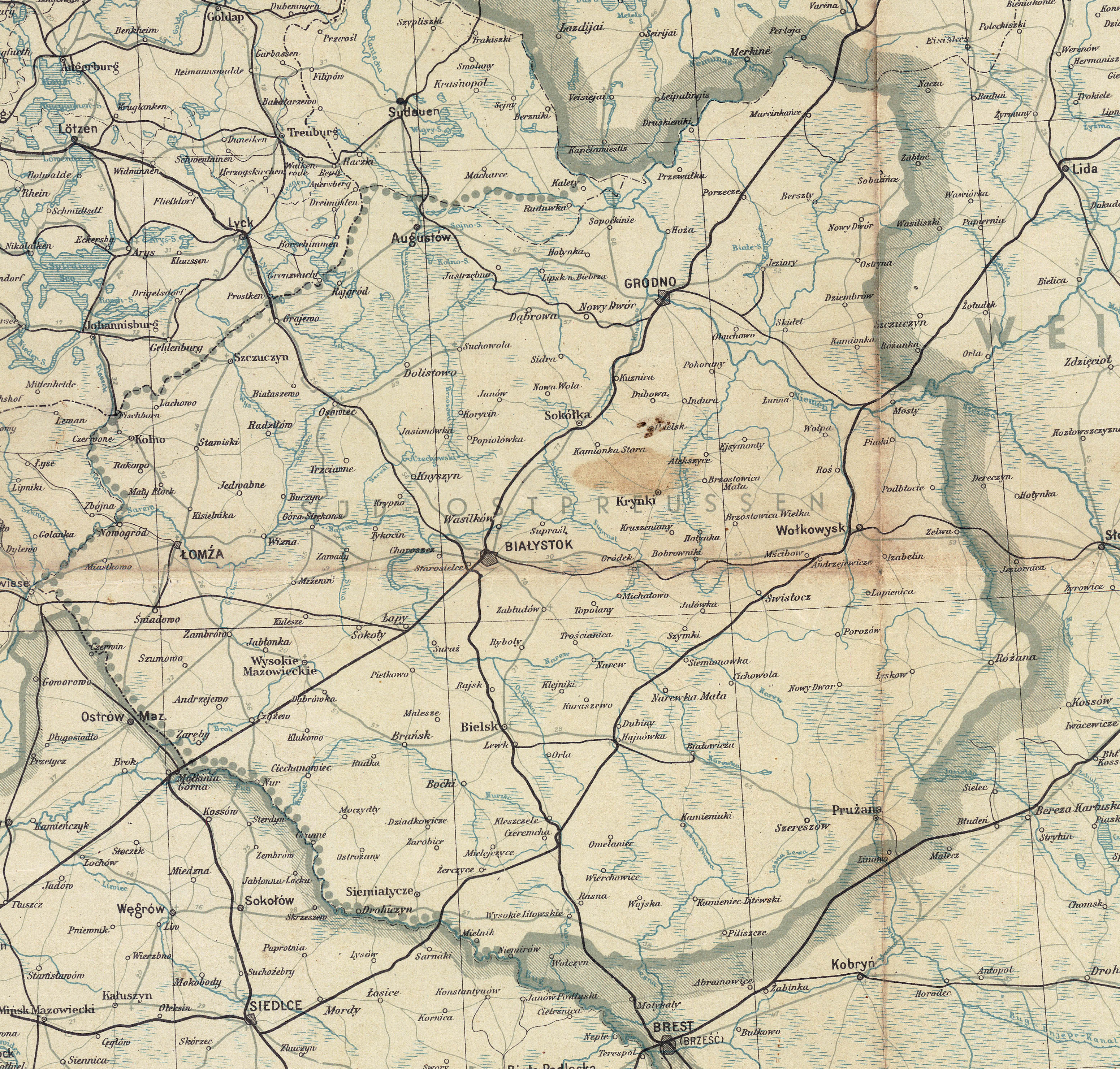
Niemiecka mapa Bezirk Białystok z lipca 1944

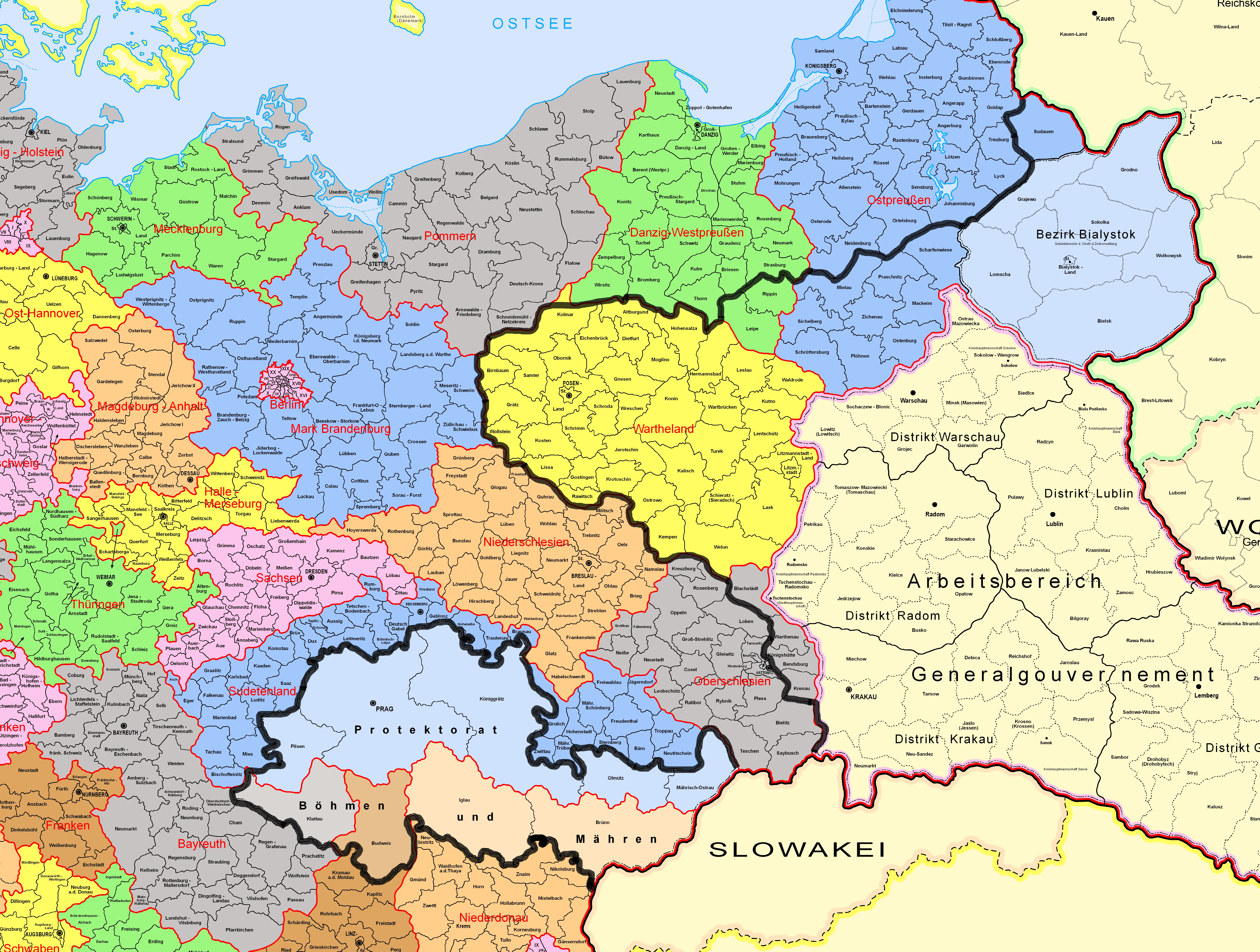
Mapa Rzeszy z zaznaczoną granicą policyjną m.in. między Okręgiem Białostockim a Prusami Wschodnimi

Bezirk Bialystok (pl. Okręg Białostocki) – jednostka administracyjna utworzona 22 lipca 1941 w związku z utworzeniem na Białostocczyźnie niemieckiej administracji cywilnej, która zastąpiła wojskowe władze okupacyjne działające na tym terenie po ataku Niemiec na ZSRR 22 czerwca 1941.
Okręg Białostocki miał charakter rejencji ze strukturą administracyjną analogiczną do istniejącej w Prusach Wschodnich. W jego granicach znalazło się przedwojenne województwo białostockie (bez Suwalszczyzny i dwóch gmin na prawym brzegu Pisy) oraz część powiatów prużańskiego i brzeskiego z dawnego województwa poleskiego. Na mocy dekretu z 18 września 1941 terytorium okręgu powiększono o obwód grodzieński.
Okręg Białostocki miał powierzchnię 31 426 km² i zamieszkiwało go 1682 tys. osób.

## Struktura administracyjna
Okręg Białostocki dzielił się na 8 jednostek administracyjnych szczebla powiatu, tzw. komisariatów powiatowych (niem. Kreiskommissariat). Były to komisariaty białostocki (Kreiskommissariat Białystok), bielsko-podlaski (Kreiskommissariat Bielsk), grajewski (Kreiskommissariat Grajewo), grodzieński (Kreiskommissariat Grodno), łomżyński (Kreiskommissariat Lomscha), sokólski (Kreiskommissariat Sokolka), wołkowyski (Kreiskommissariat Wolkowysk) oraz miasto Białystok (Stadtkommissariat Bialystok). Niższymi jednostkami były obwody urzędowe (niem. Amtskommissariat) i było ich 114. Ostatnim szczeblem administracyjnym były gminy (niem. Gemeinde) i sołectwa (niem. Schulzenamt).
Na czele administracji stał gauleiter Prus Wschodnich, Erich Koch. Jednocześnie był on komisarzem Rzeszy okupowanej Ukrainy i posłem w Reichstagu. Wobec sprawowania tak wielu urzędów, Koch nie mógł ciągle przebywać w Białymstoku, dlatego powołał na swego stałego zastępcę, szefa Niemieckiego Frontu Pracy w Królewcu, Waldemara Magunię. Szybko popadł on jednak w niełaskę i jego miejsce zajął landrat tylżycki, Friedrich Brix.

Okręg Białostocki i Prusy Wschodnie były w tej sytuacji połączone nie tylko poprzez osobę Kocha, ale także przez kadrę urzędniczą która wywodziła się z kadry wschodniopruskiej, aparat bezpieczeństwa, który otrzymywał rozkazy od swych przełożonych w Królewcu, pocztę i inne organy. Jednak Okręg Białostocki nie został bezpośrednio włączony do Prus Wschodnich, choć prawdopodobnie stać się tak miało w przyszłości. 16 lipca 1941 Hitler na tajnej konferencji z udziałem Göringa, Keitla, Lammersa i Rosenberga, zapowiedział włączenie Okręgu do Rzeszy. Jedynym wyznacznikiem odrębności była granica policyjna między nimi. Aby ją przekroczyć należało uzyskać stosowne zezwolenie. Natomiast granicę celną zniesiono w listopadzie 1941. 

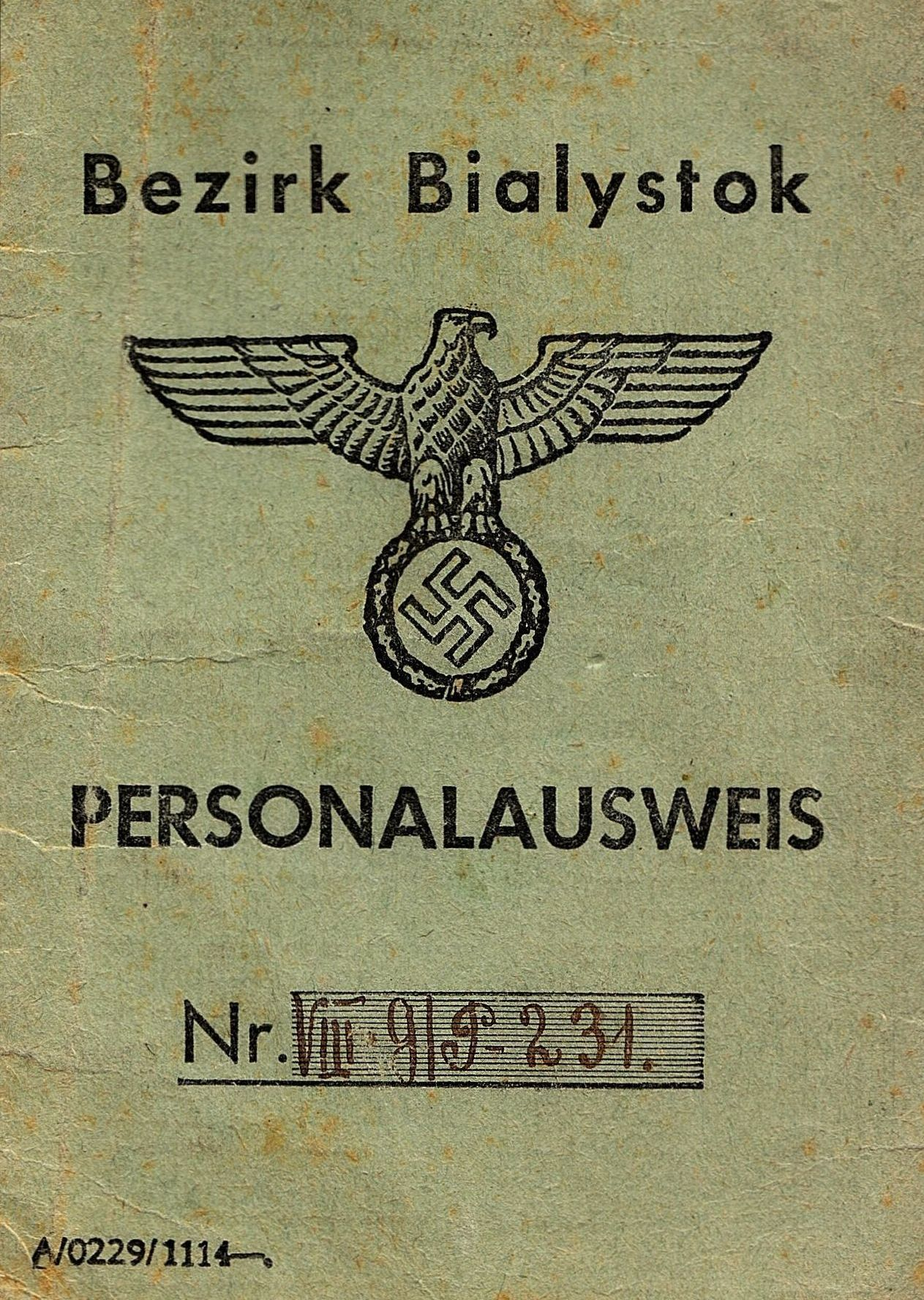
Personalausweis (dowód tożsamości) mieszkańca Bezirk Bialystok (1943)

### Szczegółowy podział administracyjny
Według stanu z 31 lipca 1944 Bezirk Bialystok był podzielony na 13 miast i 114 gmin wiejskich:

### Powiat miejski Białystok
Stadtkommissariat Bialystok obejmował 1 miasto:
- miasto Białystok

### Powiat białostocki
Kreiskommissariat Bialystok dzielił się na 1 miasto i 17 gmin wiejskich:
- miasto Starosielce
- gminy: Choroszcz, Czarna Wieś, Goniądz, Gródek, Jasionówka, Knyszyn, Krypno, Kuriany, Łapy, Michałowo, Mońki, Ryboły, Sokoły, Turośń, Tykocin, Wasilków i Zabłudów

Kreiskommissariat Bialystok obejmował obszar przedwojennego powiatu białostockiego (bez fragmentów dawnych gmin Trzcianne i Dolistowo), północno-wschodnią część powiatu wysokomazowieckiego oraz skrawek powiatu bielskiego (północna część dawnej gminy Narew).

### Powiat bielski
Kreiskommissariat Bielsk dzielił się na 4 miasta i 25 gmin wiejskich:
- miasta: Bielsk, Ciechanowiec, Hajnówka i Prużana
- gminy: Białowieża, Bielsk, Boćki, Brańsk, Ciechanowiec, Dmitrowicze, Drohiczyn, Grodzisk, Kamieniec Litewski, Kleszczele, Mielnik, Milejczyce, Narew, Nowy Berezów, Orla, Prużana, Ratajczyce, Rudniki, Siemiatycze, Suchopol, Szczerczewo, Szereszów, Wierzchowice, Wysokie Litewskie i Wyszki

Kreiskommissariat Bielsk obejmował obszar przedwojennego powiatu bielskiego (bez północnej części dawnej gminy Narew), południowe pasmo powiatu wołkowyskiego (obejmujące zalesione tereny Puszczy Białowieskiej i obszar dawnej gminy Tarnopol) oraz skrawek powiatu wysokomazowieckiego (część dawnej gminy Klukowo) – z dawnego woj. białostockiego; ponadto północną część powiatu brzeskiego (5 gmin i 2 miasta) i zachodnią część powiatu prużańskiego (5 gmin i miasto Prużana) – należące przed wojną do woj. poleskiego.

### Powiat grajewski
Kreiskommissariat Grajewo dzielił się na 2 miasta i 12 gmin wiejskich:
- miasta: Augustów i Grajewo
- gminy: Augustów, Bargłów, Bełda, Galinderaue, Galinderheide, Grabowo, Radziłów, Rajgród, Szczuczyn, Sztabin, Tanna i Wąsosz

Kreiskommissariat Grajewo obejmował obszar przedwojennego powiatu szczuczyńskiego (bez gminy Lachowo) oraz zachodnią część powiatu augustowskiego (bez gmin Dowspuda i Szczebro-Olszanka, które weszły w skład powiatu suwalskiego w rejencji gąbińskiej).

### Powiat grodzieński
Kreiskommissariat Grodno dzielił się na 2 miasta i 17 gmin wiejskich:
- miasta: Druskieniki i Grodno
- gminy: Adamowicze, Druskieniki, Grandzicze, Jeziory, Kamionka, Kopciówka, Lipsk, Łunna, Marcinkańce, Nowy Dwór, Ostryna, Porzecze, Skidel, Sobakińce, Sopoćkinie, Wiercieliszki i Żydomla

Kreiskommissariat Grodno obejmował środkowo-północną część przedwojennego powiatu grodzieńskiego, wschodnią część powiatu augustowskiego i skrawek powiatu suwalskiego (cypel dawnej gminy Giby) z dawnego woj. białostockiego, a także cztery gminy na obrzeżach powiatu szczuczyńskiego, należącego przed wojną do woj. nowogródzkiego.

### Powiat łomżyński
Kreiskommissariat Lomscha dzielił się na 1 miasto i 15 gmin wiejskich:
- miasto Łomża
- gminy: Czyżewo, Jasienica, Jedwabne, Kolno, Kulesze, Łomża I, Łomża II, Mały Płock, Miastkowo, Rutki, Stawiski, Szepietowo, Śniadowo, Wysokie Mazowieckie i Zambrów

Kreiskommissariat Lomscha obejmował obszar przedwojennego powiatu łomżyńskiego, wschodnią część powiatu ostrowskiego oraz fragment powiatu ostrołęckiego (gmina Piski), należące przed wojną do woj. warszawskiego (co prawda tylko od 1 kwietnia 1939); a także południowo-zachodnią część powiatu wysokomazowieckiego oraz fragmenty powiatów szczuczyńskiego (dawna gmina Lachowo) i białostockiego (fragment dawnej gminy Trzcianne), należące przed wojną do woj. białostockiego.

### Powiat sokólski
Kreiskommissariat Sokolka dzielił się na 1 miasto i 11 gmin wiejskich:
- miasto Sokółka
- gminy: Brzostowica Wielka, Dąbrowa, Ejsymonty Wielkie, Indura, Janów, Krynki, Kuźnica, Nowy Dwór, Odelsk, Sidra i Suchowola

Kreiskommissariat Sokolka obejmował obszar przedwojennego powiatu sokólskiego, południowo-zachodnią część powiatu grodzieńskiego oraz fragment powiatu białostockiego (północna część dawnej gminy Dolistowo).

### Powiat wołkowyski
Kreiskommissariat Wolkowysk dzielił się na 1 miasto i 17 gmin wiejskich:
- miasto Wołkowysk
- gminy: Biskupice, Izabelin, Jałówka, Krzemienica, Łysków, Międzyrzecz, Mosty, Mścibów, Piaski, Podorosk, Porozów, Roś, Różana, Szydłowice, Świsłocz, Wołpa i Zelwa

Kreiskommissariat Wolkowysk obejmował obszar przedwojennego powiatu wołkowyskiego (bez południowego pasma składającego się z zalesionych obszarów Puszczy Białowieskiej i bez dawnej gminy Tarnopol) i dwa oddzielne kawałki powiatu grodzieńskiego (gminy Mosty i Wołpa na południowym wschodzie i część gminy Hołynka na południowym zachodzie), a także miasto i gminę Różana, należące przed wojną do powiatu iwacewickiego w woj. poleskim.

## Zagłada Polaków i Żydów
2 listopada 1942 w ramach akcji „Reinhardt” w całym okręgu przeprowadzono akcję likwidacji gett dla ludności żydowskiej. Większość Żydów została wywieziona do najbliższych obozów przejściowych, które utworzono w Białymstoku, Wołkowysku, Zambrowie, Buguszach koło Grajewa oraz Kiełbasinie koło Grodna. Stamtąd po 3–10 dniach byli wywożeni do obozu zagłady w Treblince, a także do obozu Auschwitz-Birkenau. Nie zlikwidowano wtedy gett w Jasionówce, Prużanach, Krynkach i Sokółce (zostały one zlikwidowane w styczniu 1943), Grodnie (w okresie styczeń-marzec 1943) oraz w Białymstoku (w sierpniu 1943).
W okresie okupacji niemieckiej zginęło ok. 210 tys. Żydów i 72 tys. Polaków mieszkających w Okręgu Białostockim.